# Gómez de Rojas y Velázquez
Gómez de Rojas y Velázquez (Cuéllar, siglo xvi-Ib., 11 de mayo de 1595) fue un noble y conquistador castellano en el Perú.

## Biografía
Nació en Cuéllar en el siglo xvi en el seno de una familia de conquistadores, pues era hijo de Manuel de Rojas y Córdova, conquistador en Jamaica española y Cuba, y gobernador de esta última isla a la muerte de Diego Velázquez de Cuéllar, y sobrino del capitán Gabriel de Rojas y Córdova, conquistador en América Central y Perú y fundador de Nueva Jaén y de Gracias a Dios, entre otros miembros del clan familiar. Fue su madre María Magdalena Velázquez, sobrina segunda del adelantado Diego Velázquez de Cuéllar.
Participó en diversas conquistas en el Perú, donde le fue concedida la encomienda de Pancorcolla. Tuvo especial piedad con los indios de dicha encomienda y los de Hospital de Paz, situado en la ciudad de El Callao. Tras residir más de veinticinco años en Perú, regresó a su tierra natal, donde fue regidor por el Estado de los hijosdalgo. Allí contrajo matrimonio con Ángela Velázquez de Herrera, familia por línea materna de Francisco Pizarro, en quien tuvo dos hijas: Magdalena de Rojas y Herrera —casada con Francisco Velázquez de Bazán, fundador del Hospital de Santa María de Convalecientes, de quienes no hubo sucesión— y Antonia de Rojas y Herrera —casada con Juan de Montalvo y Amaya, regidor de Arévalo—.
Falleció en Cuéllar el 11 de mayo de 1595, y tras realizar el inventario de sus bienes, se estimó que su fortuna alcanzaba los 16 millones de maravedíes.